# 克拉玛依黑油山地窖
克拉玛依黑油山地窖位於中华人民共和国新疆维吾尔自治区克拉玛依市克拉玛依区东北，克拉玛依市文博院院内。，是克拉玛依油田开发初期，石油工人居住、生活的地窝子，现仅剩两座，亦是新疆维吾尔自治区文物保护单位、新疆维吾尔自治区不可移动革命文物，以及第五批国家工业遗产——克拉玛依油田的核心物项之一。

## 相关历史

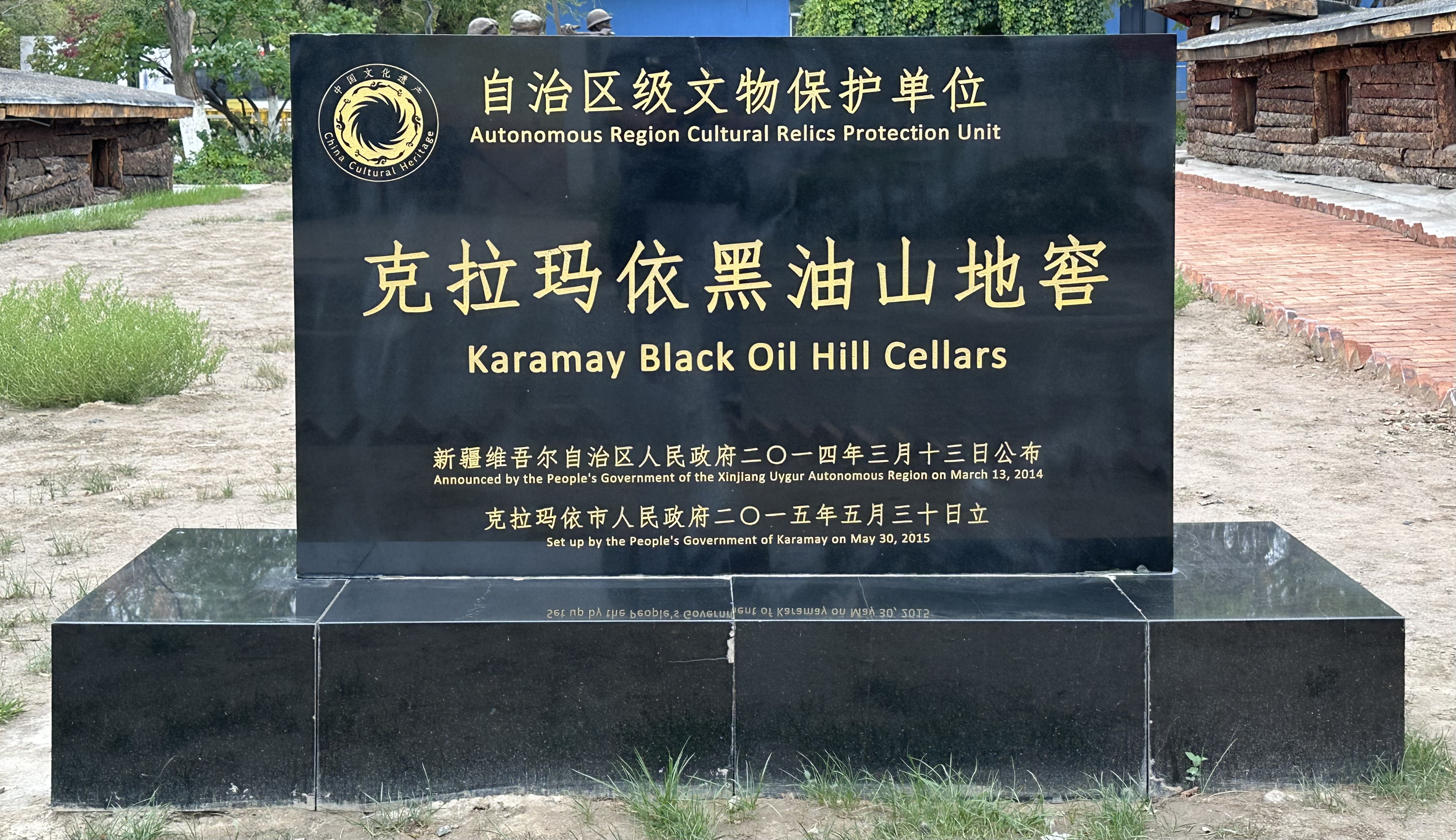
克拉玛依黑油山地窖是新疆维吾尔自治区文物保护单位

1955年，克拉玛依油田勘探之初，黑油山一带（现克拉玛依市）基本是“没有草、没有水，连鸟儿也不飞”的戈壁。独山子矿务局钻井处1219青年钻井队进驻黑油山时，队员们先是住在帐篷内。随后开始下挖深坑，在深坑地面部分砌筑半米高矮墙，用梭梭柴、水泥袋、泥土封顶，形成地窝子，即首批黑油山地窖。黑油山地窖的建成解决了钻井队的居住生活问题。克拉玛依一号井出油后，黑油山会战开始，大批石油钻探队伍自1956年起开始进驻黑油山，石油钻探队伍修建起近20座大地窖，各井队都有自己的地窖。此后虽然也建有干打垒（土房）等简易住房，但克拉玛依住房依然紧张，地窝子也一直被使用。直到20世纪60年代末，随着地面建筑的建成、完善，地窖逐渐被淘汰、遗弃。 
到1983年，克拉玛依矿史陈列馆（今克拉玛依市文博院）建成之时，位于黑油山的地窖仅存两座。克拉玛依矿史陈列馆在原有地窖的基础上，将其修缮、提升，并作为陈列馆的一部分对外开放。2005年，克拉玛依黑油山地窖经历翻修加固工程。2014年，新疆维吾尔自治区人民政府公布第七批新疆维吾尔自治区文物保护单位，克拉玛依黑油山地窖作为近现代重要史迹及代表性建筑被列入其中。2021年，新疆维吾尔自治区文化和旅游厅公布第一批《新疆维吾尔自治区不可移动革命文物名录》，克拉玛依黑油山地窖位列名录之中。2021年，克拉玛依市文博院改造克拉玛依黑油山地窖内部，并更新其陈列展品。2021年11月，中华人民共和国工业和信息化部公布第五批国家工业遗产，克拉玛依黑油山地窖作为克拉玛依油田的核心物项之一位列其中。

## 地窖形制

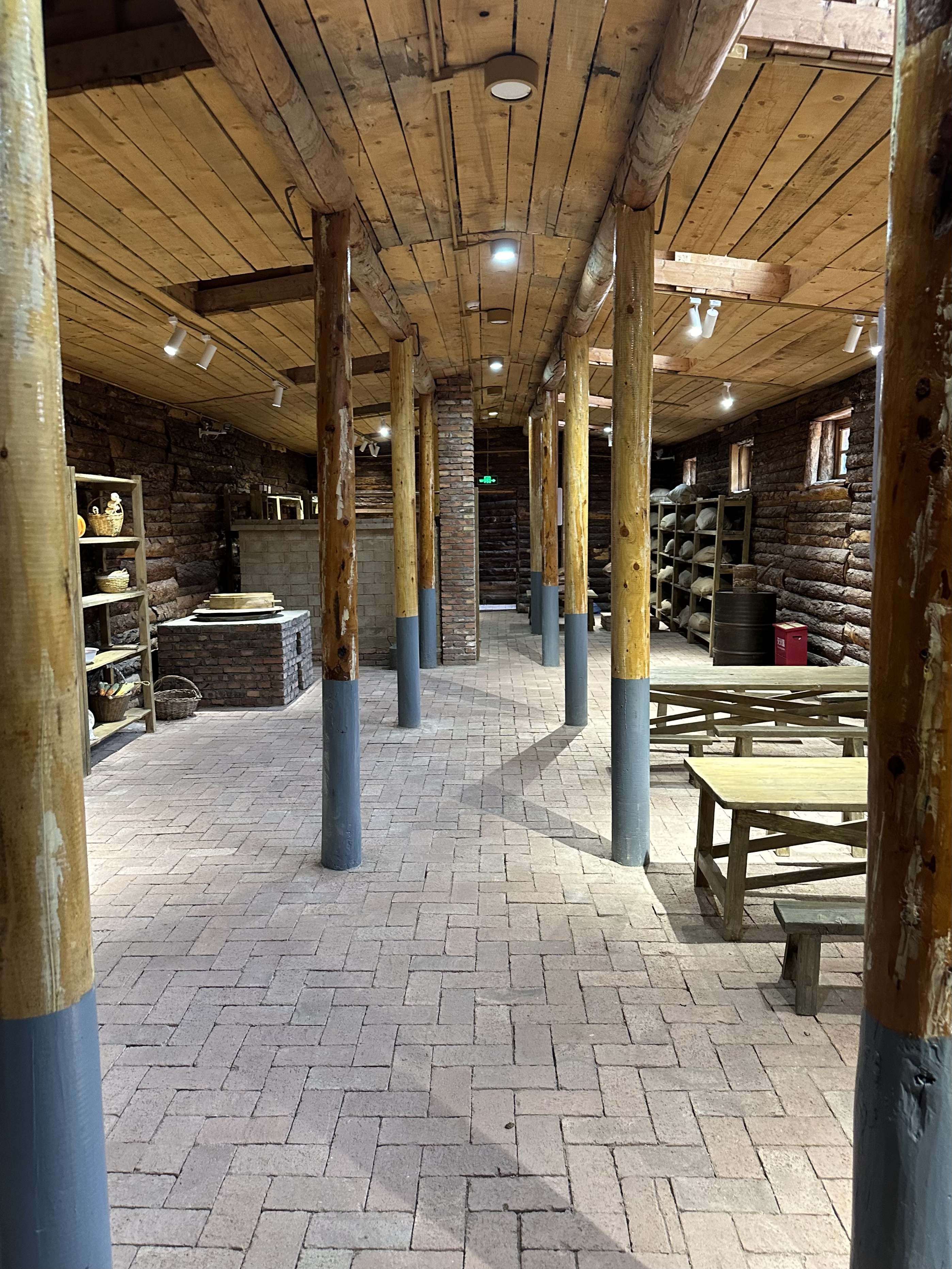
克拉玛依黑油山地窖内部

克拉玛依黑油山地窖现存2座，均为半地下式房屋，长约22米，宽7米余，深1.5米的地窖，单座地窖面积约165平方米。克拉玛依市文博院将其复原时，改木质顶为木板、油毛毡顶。为防止过高的地下水渗入地窖，地窖修建有渗水渠。